# دستمال‌های خود را آماده کنید
دستمال‌های خود را آماده کنید (فرانسوی: Préparez vos mouchoirs‎) فیلمی در ژانر کمدی رمانتیک به کارگردانی برتران بلیه است که در سال ۱۹۷۸ منتشر شد. از بازیگران آن می‌توان به ژرار دوپاردیو، میشل سرو، لیلیان روور و کارول لورا اشاره کرد.
این فیلم در پنجاه و یکمین دوره جوایز اسکار برندهٔ جایزه اسکار بهترین فیلم بین‌المللی شد.